# Pristimera mouilensis
Pristimera mouilensis är en benvedsväxtart som först beskrevs av N. Hallé, och fick sitt nu gällande namn av N. Hallé. Pristimera mouilensis ingår i släktet Pristimera och familjen Celastraceae. Inga underarter finns listade.